# Fikocyjanina

Wzór strukturalny fikocyjanobiliny

Fikocyjanina – niebieski barwnik, występujący u krasnorostów,  kryptofitów i sinic. Ma właściwości fluorescencyjne i antyoksydacyjne. Barwnik jest kompleksem chromoforu nazywanego fikocyjanobiliną i białka. Fikocyjanina wchodzi w skład fikobilisomów. 